# L'urlo dei sioux
L'urlo dei sioux (Buffalo Bill in Tomahawk Territory) è un film del 1952 diretto da Bernard B. Ray.
È un western statunitense con Clayton Moore, Slim Andrews e Charles Harvey.

## Trama
Buffalo Bill viene incaricato dal governo americano di consegnare ai Sioux una mandria di bovini, ma la missione va a monte perché un gruppo di banditi, camuffati da indiani e capeggiati da Blake, attaccano la carovana e sequestrano il bestiame. Nel vicino villaggio si sparge la falsa notizia secondo cui responsabile della rapina è la tribù dei Sioux, ma Buffalo Bill è pronto a sostenerne l'innocenza, tanto vero che Nuvola Bianca, capo della tribù, ha deciso di condannare a morte suo figlio Cervo Nero, che aveva attaccato gli americani. Buffalo Bill chiede e ottiene la grazia, ma il fanatico Cervo Nero non accetta e preferisce togliersi la vita.
Intanto gli uomini di Blake si sono impadroniti dell'intera mandria e Nuvola Bianca minaccia di rompere gli accordi di pace se non viene consegnato il bestiame pattuito, ma Buffalo Bill smaschera i banditi e, con l'aiuto del capo Sioux, li consegna alla giustizia.

## Produzione
Il film, diretto da Bernard B. Ray su una sceneggiatura di Sam Neuman e Nat Tanchuck, fu prodotto da Edward Finney e Bernard B. Ray. tramite la Jack Schwarz Productions e girato nell'Iverson Ranch a Chatsworth, Los Angeles, e nel ranch di Corriganville, Simi Valley, in California. Il titolo di lavorazione fu Buffalo Bill's Wagon Train.

## Distribuzione
Il film fu distribuito con il titolo Buffalo Bill in Tomahawk Territory negli Stati Uniti dall'8 febbraio 1952 al cinema dalla United Artists.
Altre distribuzioni:
- in Brasile (Búfalo Bill e os Índios)
- in Spagna (Buffalo Bill en territorio Tomahawk)
- in Italia (L'urlo dei sioux)